# Povel Ramel
Povel Karl Henric Ramel, född 1 juni 1922 i Stockholm, död 5 juni 2007 på Lidingö, var en svensk text- och revyförfattare, kompositör, pianist, sångare, komiker och skådespelare. Han var friherre och tillhörde ätten Ramel från Skåne. 
Ramel åstadkom en rik och mångsidig produktion av sånger, revyer och krogshower och kom framförallt att kännetecknas av sina underfundiga låtar, fyllda med kluriga och halsbrytande texter tillsammans med stor musikalisk lekfullhet. Hans kännetecken var alltid tjockbottnade glasögon och varierande huvudbonader. 
Kända titlar av Povel Ramel inkluderar "Far, jag kan inte få upp min kokosnöt", "The Gräsänkling blues", "Ta av dej skorna" och "Lingonben". 
Ramel gifte sig 1949 med Susanna Östberg, dotter till Ragnar Östberg och vid tillfället verksam som dansare. Tillsammans fick de sonen Mikael och dottern Lotta Ramel. 
År 2008 grundades Povel Ramel-sällskapet, vars syfte är att "verka för att Povel Ramels konstnärliga gärning bevaras, sprids och hålls levande", och de delar årligen ut Karamelodiktstipendiet grundat av Ramel.

## Biografi

### Uppväxt
Enligt Ramels självbiografi stavade föräldrarna hans förnamn Powel, men i kyrkobokföringen blev det av misstag Povel. I folkbokföringen kvarstod emellertid stavningen med /w/ ännu 1970. Powel (en dansk form av Paul) har genom århundradena varit ett vanligt förnamn inom ätten Ramel.
Ramel föddes i Hedvig Eleonora församling på Östermalm i Stockholm, som son till advokaten Karl Johan Henrik Ramel (1889–1938) och Märtha Tesch (1885–1937). Märtha hade tidigare varit gift med Erik Carl Stiernstedt med vilken hon hade en son och två döttrar. Povel växte upp i närheten av Karlaplan. Hans skapande uppmuntrades av föräldrarna och han fann sin första tacksamma publik i barnsköterskor, jungfrur och kokerskor. 1935 spelade en pre-pubertal Ramel in sin första grammofonskiva (i ett exemplar) i studion Din egen röst, ägd av en vän till familjen.
Föräldrarna avled båda till följd av en trafikolycka; modern dagen efter, fadern ett halvår senare, den 13 juni 1937. Ramel var med i bilen men fick endast lättare skador. Hela sitt vuxna liv menade han sig ha genomgått "ett slags bakvänt sorgearbete – i glädjens tecken".
Efter sina föräldrars död omhändertogs Ramel av fastern Elsie Virgin och han läste vid Sigtunastiftelsens Humanistiska Läroverk. Under hela sin skoltid ägnade han sig dock mindre åt att läsa läxor än åt att teckna och spela musik.  Han tog djupa intryck av dåtida populärartister och jazzmusiker som Bing Crosby, Fats Waller, Nat Gonella, Spike Jones och Harry Roy. I stället för att ta studenten studerade han under några ungdomsår teckning och piano. Den förra av dessa båda karriärer har han under den senare delen av sitt liv beskrivit som ett misslyckande. Med hjälp av den senare kom trion the Bullerdogs att bli Ramels första orkester, bland annat med Herman "Putte" Ahsell på trummor.

### Debut och radio
Från 1939 kämpade sig Ramel fram som populärmusikskompositör och musiker, bland annat i orkestern Embassy Sextett. Vid 17 års ålder satte han upp revyn Sommarfräknar på Källviksbrunn utanför Västervik. Han scendebuterade som soloartist samma år i Aftonbladets talangtävling "Vi som vill opp" med den egna kompositionen "En sömnig serenad". Embassy Sextett deltog 1941 i Orkester-Journalens amatörtävling, där Ramel fick pris för bästa jazzpianist. I de rådande krigstiderna var radion det stora sättet att nå ut, men Embassy Sextett blev nekade programtid när de 1942 provspelade för Radiotjänst, bland annat med Ramels komposition "Vårt eget Blue Hawaii". Ramel fick dock spela in sin första skiva samma år, och släppte två stenkakor med bland annat "Vårt eget Blue Hawaii", ihop med Embassy Sextett och Allan Johansson. Den senare kom att bli Ramels främste kapellmästare och arrangör under flera decennier. Ett litet genombrott fick han när Alice Babs spelade in "Vårt eget Blue Hawaii" 1942, och ett större när hans "Johanssons boogie-woogie-vals" blev en stormsuccé på skiva och noter 1944.

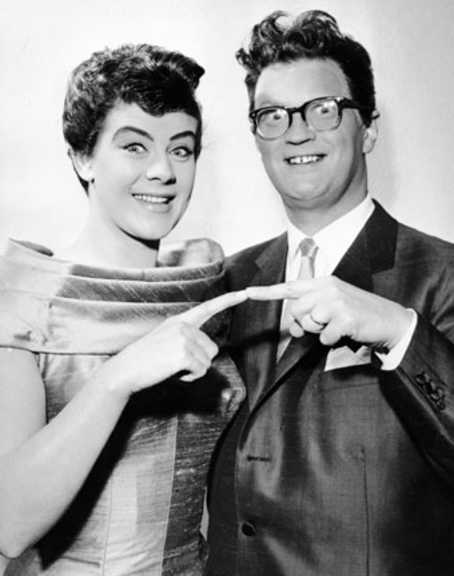
Povel Ramel och Brita Borg.

Ramel gör radiodebut 1945 då han intervjuas av Radiotjänsts underhållningschef Per-Martin Hamberg i serien Över flygellocket och bland annat framför Johanssons Boogie-woogie-vals. Därefter blev Ramel anställd vid Radiotjänst under just PM Hamberg, där han kom att producera flera nyskapande musikaliska humorprogram för radio: Föreningen för flugighetens främjande från 1946 (med bland annat visan "Aclutti busch boosch bumpa Albertina"), Fyra kring en flygel (1946), Jakten på Johan Blöth (1948–1949) och dess uppföljare Herr Hålms öden och angantyr (1950) samt Rameldags (1949–1952). De flesta radiolyssnarna blev förtjusta över denna nya typ av underhållning, men tidningarnas radiorecensenter var ofta oförstående inför upptågen och skrev till exempel ”Hur länge ska den där Ramel få fortsätta att roa sig själv och sina vänner i radio?” I Martin Ljung och Brita Borg fann han under denna tiden två långvariga medarbetare, vilka kom att påverka och inspirera hans fortsatta karriär väsentligt.
Samtidigt gjorde Ramel en lång rad crazy-inspirerade skivinspelningar av egna sånger för skivbolaget HMV, bland andra "Köp inte en zebra" (1946), "Tjo vad de va livat i holken" (1948), "Far, jag kan inte få upp min kokosnöt" (1950), "Ittma Hohah (1950)", "Titta det snöar" (1951) och "The Gräsänkling Blues" (1951). I sången "Dom små, små detaljerna" (1948) sjöng han duett med sångerskan och revyartisten Susanna Gillgren, född Östberg, som han gifte sig med 1949.

### Knäppupp-eran
År 1952 grundade Ramel och Felix Alvo nöjesföretaget Knäppupp AB. Knäppupprevyerna blev en institution i svenskt nöjesliv under många år med artister som Gunwer Bergkvist och Oscar Rundqvist, tillsammans med Ljung och Borg.

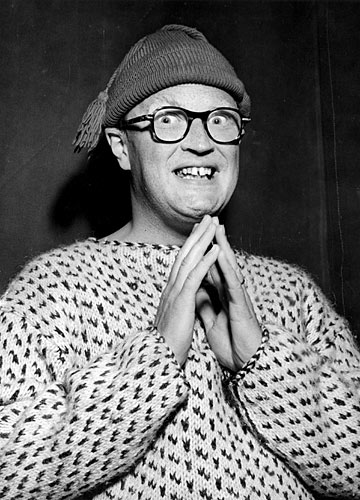
Povel Ramel, 1955.

Den första hette Akta huvet och hade premiär på Cirkus i Göteborg 1952. Ramel bestämde sig för att medverka i revyer bara vartannat år och framträdde i Denna sida upp (1954–1955) (med numren Siskorna i björken och Alla har vi varit små), Tillstymmelser (1956–1957) (med Sorglösa brunn och Naturbarn), musikalen Funny Boy (1958–1959) (med Tänk dej en strut karameller) och Alla 4 (1960–1961) (med Karl Nilsson och pastischerna på Birger Sjöbergs och Bellmans visor: Sommartrivialiteter respektive Torstigste bröder). Han medverkade vidare i Dax igen (1962–1963), som firade Knäppupps tioårsjubileum, och På avigan (1966–1967), som var den första revy han skrev utan hjälp av medförfattare. I den senare framförde han den musikaliskt komplicerade duetten Håll musiken igång med Monica Zetterlund. Han medverkade inte i Knäppupprevyn Ta av dej skorna (1964–1965) men kom ändå på Svensktoppen med sin insjungning av titelmelodin, som han skrev tillsammans med Beppe Wolgers. Den låg på listan i 19 veckor varav fyra veckor på första plats. Även LP:n med samma namn blev en storsäljare: 13 veckor på Kvällstoppen, som bäst trea.
Knäppupp gjorde även flera filmer, bland andra Ratataa (1956), där Ramel spelade huvudrollen som Staffan Stolle. På Knäppupps skivbolag spelade han in sånger som Måste vägen till Curaçao gynga så? och ett fåtal melodier under pseudonymen Bunny Blom. 1966 tilldelades han Karl Gerhards Hederspris.

### Efter Knäppupp – krogshower, TV och Knäpp igen
De sista entusiasterna (1968), där Wenche Myhre var Povels duettpartner, blev den sista Knäppupprevyn på Idéon, men verksamheten fortsatte i nya, friare former: i krogshowerna The PoW show (1969–1970) och PoW show II – Andra varvet runt (1974) med Myhre (med Jag diggar dej och Det skulle aldrig delfinerna göra), som sångsolist i Sven Olsons trio från 1971, jubileumskavalkaden Karamellodier på Berns 1972, TV-serien Semlons gröna dalar (1977), Minspiration på Berns (1981–1982), TV-serien Affären Ramel (1986) och Tingel Tangel på Tyrol (1989), den sistnämnda i samarbete med Hans Alfredson. 
I Ramels trefaldigt guldmaskbelönade revy Knäpp igen (1992) medverkade bland andra Magnus Uggla, Johan Ulveson, Brita Borg och The Real Group. 1996 satte han upp revyn Kolla klotet med bland andra Tomas von Brömssen och Maria Lundqvist.
Hans självbiografiska böcker ("Povels livstycken", utgivna 1992 och 1999) var överraskande allvarligt hållna. Med dem som underlag gjorde han tillsammans med producenten Karsten Thurfjell ett slags dramatiserade memoarer med musik- och sketchinslag för Sveriges Radio, AproPovel. Ramelska radioreminiscenser i åtta delar 2002.
Hans sista stora projekt blev Povel à la carte, en kombinerad konsert-, revy- och intervjushow i samarbete med bland andra sonen Mikael och sångaren och entertainern Stephan Lundin. Povel à la carte hade premiär på Maximteatern hösten 2005 för att under de följande två åren turnera i hela landet. Dess kännemärke var den spontanitet som kännetecknade hela konceptet, där den största delen utgjordes av Lundins intervjuer av Ramel (med nya frågor varje kväll) och Ramels anekdotiska, ofta musikaliskt illustrerade, svar.

## Betydelse
Ramels betydelse för svensk nöjes- och humorhistoria är stor. Underfundiga visor med kluriga och halsbrytande texter är ett av hans signum. Med en enastående rik och mångsidig produktion av sånger, revyer och krogshower har han satt djupa spår i svensk underhållning. Mycket har skrivits om Ramels ovilja att göra samhällstillvända eller politiska texter (även om sådana förekommer, t ex The Nej Tack Jump om kärnkraftsfrågan) och inte heller lyriska kärleksvisor har någon framträdande plats i hans produktion (fastän undantag finns även från denna regel). I sitt eget fack är han dock oöverträffad och har med sin ordglädje, musikaliska lekfullhet och lätta vansinne påverkat senare sångartister som Owe Thörnqvist, Robert Broberg, Stefan Demert och Totte Wallin. "Alla har vi krupit fram mellan Povel Ramels framtänder", sa Gösta Ekman en gång. Även senare artister som The Hives och The Cardigans har låtit sig inspireras av Povels texter.
Att Ramel skulle vara opolitisk förnekade bland andra Tage Danielsson som menade att "Povels musikaliska härnadståg mot cynisk idiotmusik och dålig kvalitet är ett kulturpolitiskt storverk".
De flesta av Ramels sånger är i någon mening parodier eller pastischer på existerande sångstilar, men så säkra till musik och text att de får ett eget liv. Till exempel har barnviseparodin "Lingonben" blivit en populär medlem av den svenska barnviserepertoaren. Litteraturhistorikern Göran Hägg har menat att Ramels "stilparodier och nonsensvisor" visserligen är geniala men att de "knappast överlevat i annan form än upphovsmannens eller hans revykamraters första framförande på grammofonskiva eller film", men i den formen lever de likafullt.
Ramel erhöll Gustaf Fröding-stipendiet 1981 och instiftade det egna Karamelodiktstipendiet 1983. 

## Eftermäle

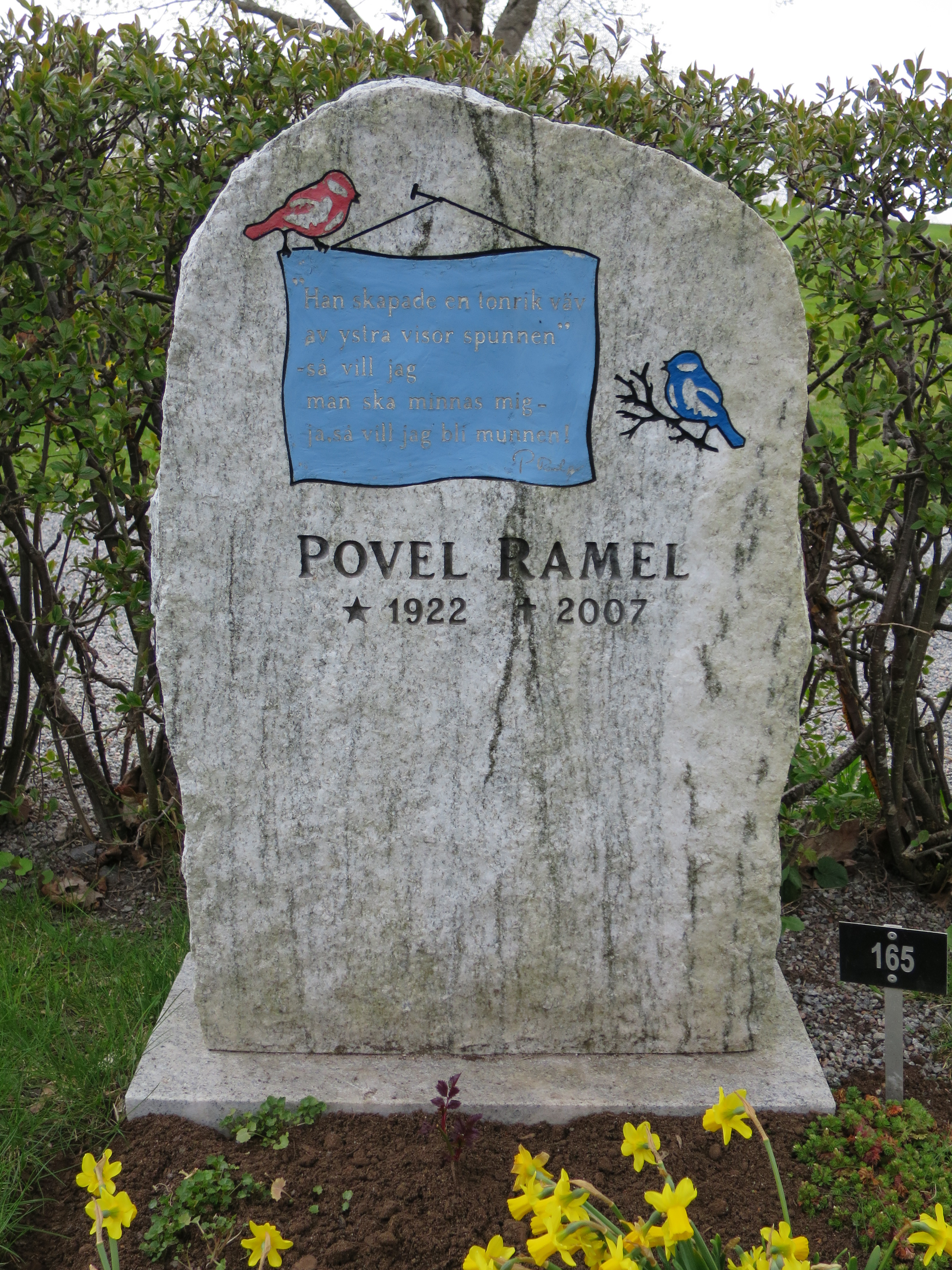
Povel Ramels gravsten på Lidingö kyrkogård. Texten i det blå fältet lyder:
"Han skapade en tonrik väv
av ystra visor spunnen"
-så vill jag
man ska minnas mig –
ja,så vill jag bli munnen!
P Ramel

Som eftermäle valde Ramel själv: "Han skapade en tonrik väv av ystra visor spunnen" – så vill jag man ska minnas mig – ja, så vill jag bli munnen!. Så lyder inskriptionen på hans gravsten. Han är begravd på Lidingö kyrkogård.
Varje år sedan 1995 delas utmärkelsen Povels penna ut till en revyförfattare i samband med Revy-SM.
Povel Ramel-sällskapet bildades 2008 med syfte att verka för att artisten Povel Ramels konstnärliga gärning bevaras, sprids och hålls levande. Styrelsen har sitt säte i Stockholm och ordförande har sedan start varit radioprofilen Anders von Bahr, känd under artistnamnet Anders Eldeman. Sällskapet arrangerar seminarier, föreläsningar, kryssningar och föreställningar på temat Povel Ramel. Representanter från sällskapet delar årligen ut Karamelodiktstipendiet till en förnyare av det svenska språket eller för framstående gärningar inom musiken. Sällskapet ger två gånger om året ut en medlemstidning vid namn Sverker. Namnet på tidningen kommer från en annars relativt anonym häst i sången Lingonben.
Den 31 maj 2023, dagen innan han skulle ha fyllt 101 år, avtäckte Povel Ramel-sällskapet en bronsstaty av Povel Ramel utanför Cirkus i Stockholm. Statyn är skapad av Lasse Åberg och finansierades genom försäljning av miniatyrstatyer och skisser samt bidrag från Stiftelsen B A Danelii donationsfond.

## Verk (urval)

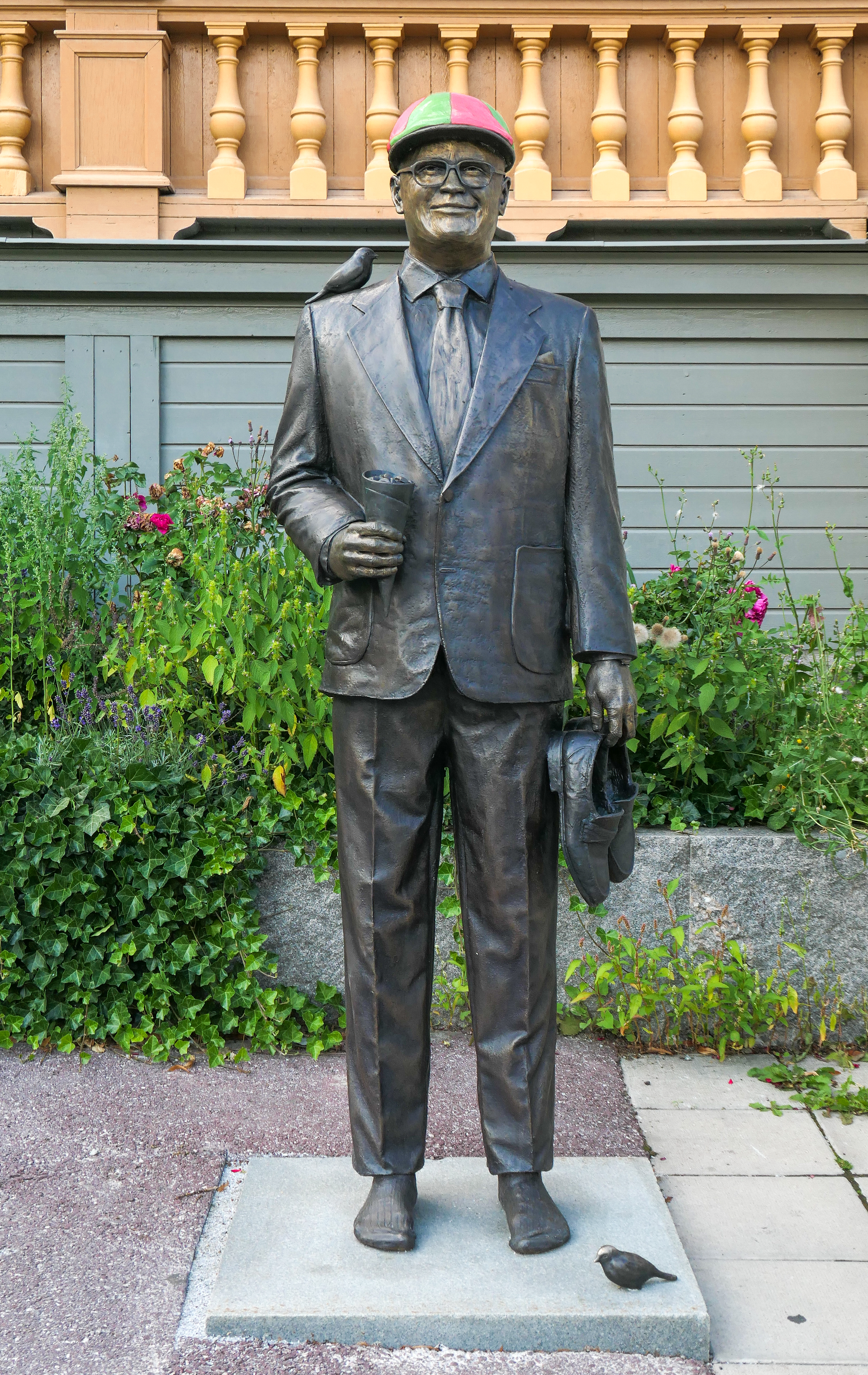
Povel Ramelstatyn utanför Cirkus i Stockholm 2023. Statyn, som är gjuten i brons, har utformats av Lasse Åberg och avtäcktes dagen innan Povel Ramel skulle ha fyllt 101 år.